# Коефіцієнт бітових помилок
Коефіціє́нт бі́тових помилок (англ. bit error rate або англ. Bit Error Ratio, BER) — відношення кількості помилкових бітів до їх загального переданого числа. Коефіцієнт бітових помилок, за інших рівних умов, залежить від кількості переданих бітів. Для забезпечення коректності порівняння різних цифрових систем зв'язку використовуються типові випробувальні послідовності, причому кожній стандартній швидкості передачі відповідає своя випробувальна послідовність. Такі псевдовипадкові послідовності (Pseudo-Random Bit Sequence, PRBS) за властивостями наближені до гаусівого шуму, але мають певний період повторення.
Оцінка коефіцієнту бітових помилок наближається до 100% точності лише за нескінченно великого числа переданих бітів. Рівень достовірності оцінки (Confidential Level, CL), або довірчої ймовірності залежить й від кількості зареєстрованих помилок, й від загального числа переданих бітів.